# Hipótesis de la carrera de resistencia

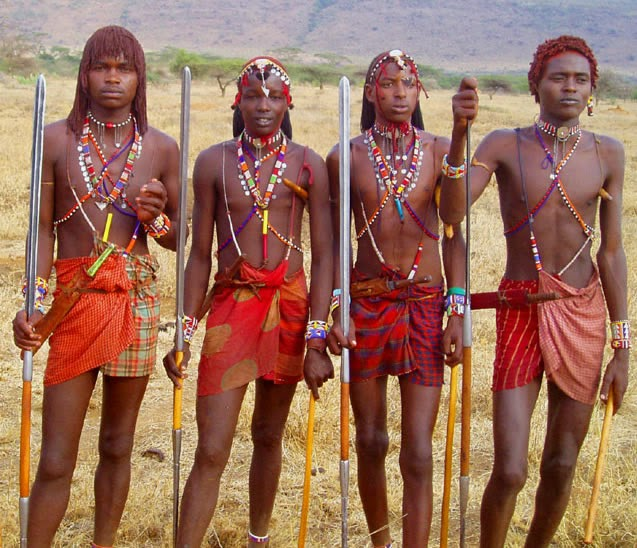
Muchachos masái en disposición de caza.

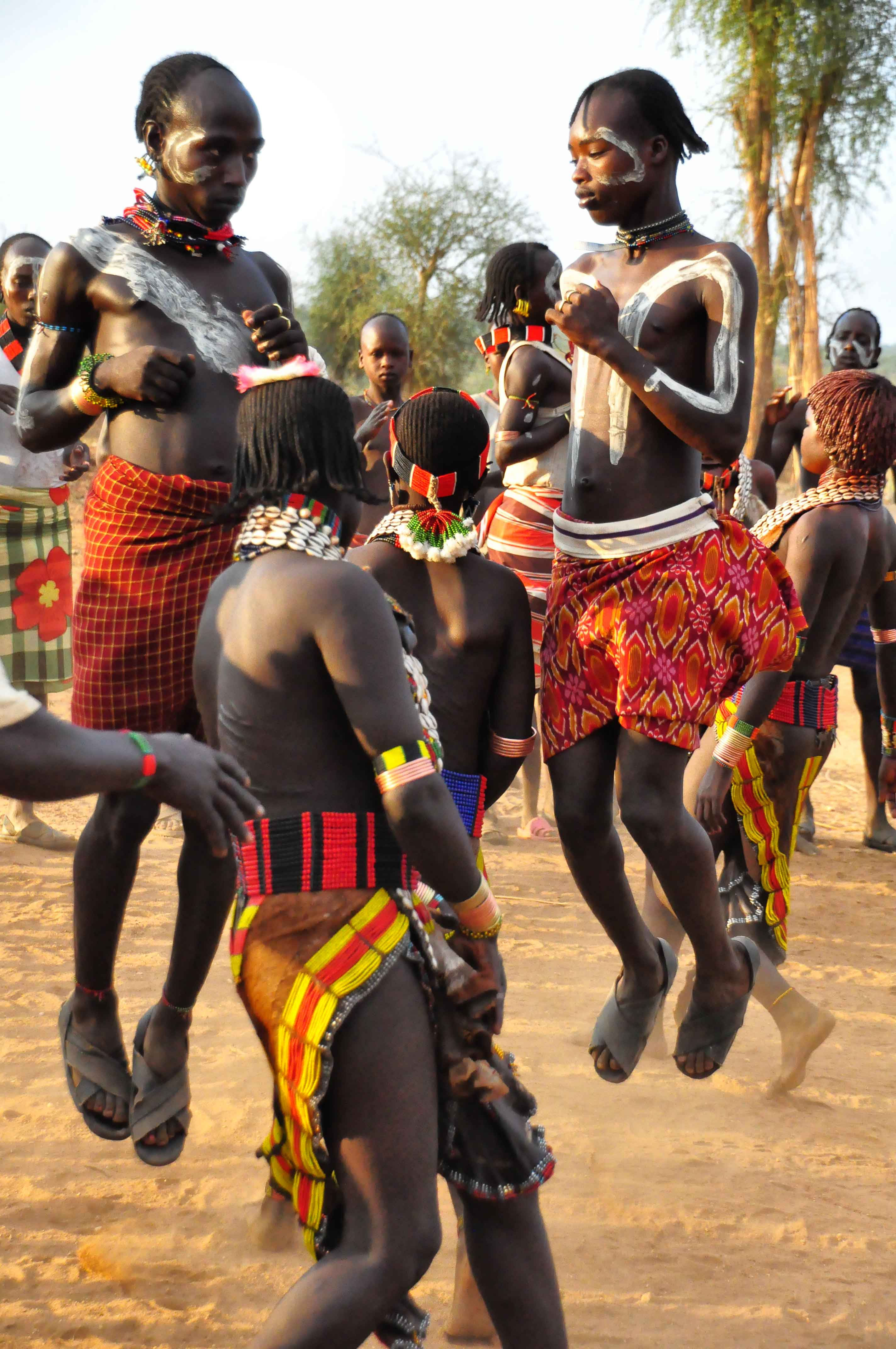
Saltos de los Hamer de Etiopía

La hipótesis de la carrera de resistencia propone que la evolución de ciertas características humanas puede ser explicada como adaptaciones a la carrera de larga distancia. Sugiere también que la carrera de resistencia jugó un papel importante para los primeros homínidos en la obtención de alimentos. Los investigadores han propuesto que la carrera de resistencia comenzó como una adaptación para la recolección y más tarde para la caza de persistencia.

## Correr vs. caminar

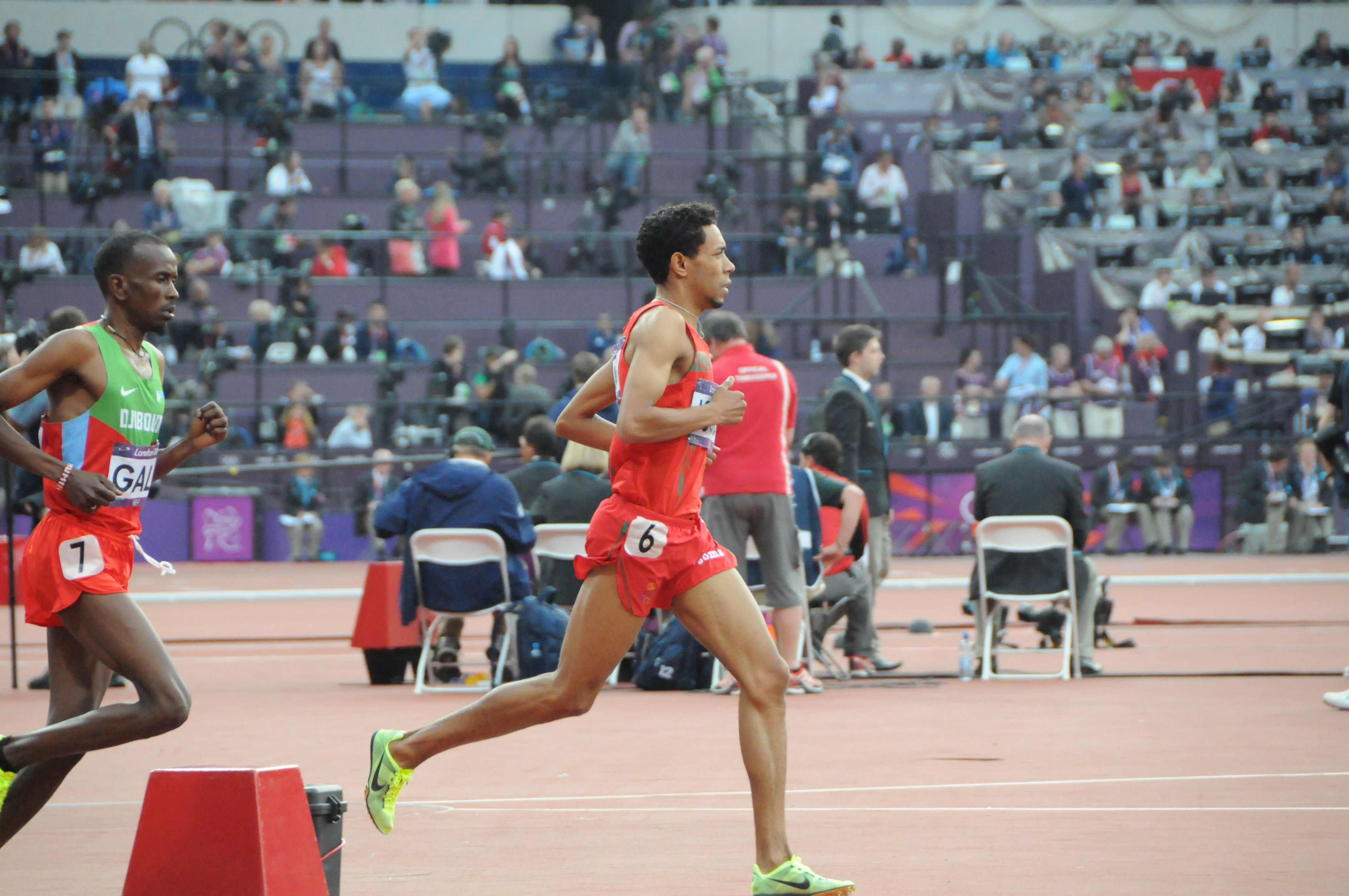
Carrera de 5000 m

Se ha investigado mucho cómo ha evolucionado la mecánica del andar bípedo en el género Homo. Sin embargo, se han realizado pocas investigaciones para examinar cómo surgieron las adaptaciones específicas para correr y cómo influyeron en la evolución humana.
El foco de investigación se ha centrado en la carrera humana, proporcionando mucha evidencia de la función corporal y las estructuras que mejoran solo la carrera, y no se usan para caminar. Esto sugiere que correr fue una adaptación, no que surgió como un subproducto de caminar.
Correr y caminar incorporan diferentes biomecanismos. Caminar requiere un "péndulo invertido" donde el centro de masa del cuerpo se desplaza sobre la pierna extendida, para intercambiar energía potencial y cinética con cada paso. Correr implica un mecanismo de "resorte masivo" para intercambiar energía potencial y cinética, con el uso de tendones y ligamentos. Los tendones y ligamentos son tejidos elásticos que almacenan energía. Se estiran y luego liberan energía a medida que retroceden. Este mecanismo de resorte en masa se vuelve menos costoso energéticamente a velocidades más rápidas y, por lo tanto, es más eficiente que el péndulo invertido de las mecánicas para caminar cuando se corre a velocidades más altas. [2] Los tendones y ligamentos, sin embargo, no proporcionan estos beneficios al caminar.
Aunque el mecanismo de resorte en masa puede ser más favorable energéticamente a velocidades más altas, también resulta en un aumento de las fuerzas de reacción del suelo [2] y es menos estable porque hay más movimiento y inclinación de las extremidades y el núcleo del cuerpo. La fuerza terrestre y el movimiento de inclinación del cuerpo son un problema menor en la marcha, ya que la posición del centro de masa del cuerpo varía menos, lo que hace que la marcha sea inherentemente más estable. En respuesta a la desestabilización de la marcha, el cuerpo humano parece haber evolucionado con adaptaciones para aumentar la estabilización, así como para el mecanismo de masa-resorte en general. Estas adaptaciones, que se describen a continuación, son todas pruebas de la selección para la carrera de resistencia.

## Evidencias esqueléticas
Muchos investigadores comparan las estructuras esqueléticas de los primeros homínidos, como el Australopithecus, con las de Homo para identificar diferencias estructurales que pueden ser significativas para la carrera de resistencia.

### Ligamento de la nuca

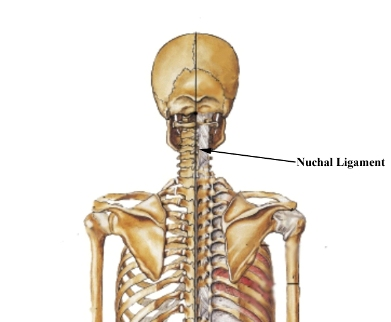
Ligamento nucal del Homo sapiens

Debido a que la cabeza está desacoplada de los hombros, el Homo temprano necesitaba una forma de estabilizar la cabeza. El ligamento nucal es una característica importante evolucionada en la estabilización de la cabeza. Comienza en la línea media del occipital y se conecta con el trapecio superior. Este ligamento también es importante en términos de hallazgos arqueológicos, ya que deja una pequeña muesca y una cresta en el cráneo, lo que permite a los investigadores ver si diferentes especies tienen un ligamento nucal. La capacidad de ver rastros de ligamentos en hallazgos arqueológicos es rara porque se degradan rápidamente y, a menudo, no dejan rastro. En el caso del ligamento nucal, queda un rastro de su existencia con la presencia de la cresta del cráneo. Dado que ni los Australopithecus ni los Chimpancés tenían la cresta del cráneo, se concluyó que esta característica es exclusiva del Homo.

### Estabilización de los hombros y la cabeza
El esqueleto humano es diferente de los primeros homínidos, ya que hay menos conexión entre las partes de la faja pectoral de los hombros y la parte superior de la espalda y la cabeza, lo que sería ventajoso para escalar pero dificultaría los movimientos necesarios de la parte superior del cuerpo para contrarrestar el movimiento de las piernas y, por lo tanto, estabilizar el cuerpo y la cabeza al correr. Esta estabilización es innecesaria al caminar.

### Longitud y masa de las extremidades
El Homo tiene piernas más largas en relación con la masa corporal, lo que ayuda a disminuir los costos energéticos de la carrera, a medida que aumenta el tiempo en contacto con el suelo. También hay una disminución en la masa de las partes distales de las extremidades de los humanos, que se sabe que disminuye los costos metabólicos en la carrera de resistencia, pero tiene poco efecto sobre la marcha. Además, la masa de las extremidades superiores del cuerpo en Homo ha disminuido considerablemente, en relación con la masa corporal total, lo que es importante para reducir el esfuerzo de estabilizar los brazos al correr.

### Superficie de las articulaciones
Los seres humanos han evolucionado para absorber un gran impacto y fuerza sobre la estructura esquelética mientras corren. La fuerza de impacto en el cuerpo puede alcanzar hasta 3-4 veces el peso corporal en la carrera de resistencia, poniendo la estructura del esqueleto bajo gran estrés. Para reducir este estrés, los humanos han aumentado las superficies de las articulaciones en relación con la masa corporal para extender la fuerza sobre áreas de superficie más grandes, particularmente en la parte inferior del cuerpo. Esta adaptación, que permite a los humanos absorber gran impacto y fuerza aplicada al esqueleto, no se ve en estructuras esqueléticas australopitecinas.

### Arco plantar
El arco plantar en el pie humano tiene una función de resorte elástico que genera energía para correr pero no para caminar. Los fósiles del pie australopitecino muestran solo un arco parcial, lo que sugiere una menor capacidad de esprintar. Para que el mecanismo de resorte del arco plantar funcione completamente, también debe haber una rotación restringida en las partes posteriores y delanteras del pie. Esta restricción proviene del hueso del dedo del pie proyectado y de las estructuras compactas de la mitad del pie en humanos, que no se hacen presentes hasta el Homo habilis.

### Tubérculo calcáneo y tendón de Aquiles
Los estudios han explorado el tubérculo calcáneo, la mitad posterior del hueso calcáneo, en correlación con la longitud del tendón de Aquiles y han encontrado correlación entre la longitud del tubérculo calcáneo y la longitud del tendón de Aquiles. Debido a que la longitud más corta del tubérculo calcáneo conduce a un mayor estiramiento del tendón de Aquiles, más energía cinética se convierte en energía elástica, lo que se traduce en una mejor economía de carrera en general. Las comparaciones entre los neandertales y los humanos modernos revelan que esta adaptación estuvo ausente en los neandertales, lo que lleva a los investigadores a concluir que las capacidades de carrera de resistencia, incluido un tendón de Aquiles bien desarrollado, no evolucionaron hasta al menos el género Homo.

### Dedos de los pies más cortos
Los dedos humanos de los piés son rectos y extremadamente cortos en relación con el tamaño corporal en comparación con otros animales. Al correr, los dedos apoyan entre el 50 y el 75% de la masa corporal en los humanos. El impulso y el trabajo mecánico aumentan en los humanos a medida que aumenta la longitud del dedo, lo que demuestra que es energéticamente favorable tener dedos más cortos. Los costos de los dedos más cortos se reducen las capacidades de agarre y la potencia de salida. Sin embargo, los beneficios de eficiencia parecen superar estos costos, ya que los dedos del Australopitecus afarensis eran más cortos que los de los grandes simios, pero un 40% más largos que los de humanos modernos, lo que significa que existe una tendencia hacia dedos más cortos a medida que las especies de primates se alejan del tronco del árbol evolutivo. Este 40% de aumento en la longitud de los dedos teóricamente induciría un impulso flexor 2.5 veces mayor que el de los humanos modernos, lo que requeriría el doble de trabajo mecánico para estabilizarse.

## Estabilización
Canal semicircular: el canal semicircular, es una serie de tres tubos interconectados dentro de cada oreja, que es importante para detectar rotaciones angulares de la cabeza y, por lo tanto, desempeña un papel crucial para mantener el equilibrio y detectar y coordinar el movimiento. Los estudios comparativos han demostrado que los animales con canales semicirculares más grandes son capaces de sentir una mayor variedad de movimientos de la cabeza y, por lo tanto, tienen mayor velocidad y agilidad. Evolutivamente, los diámetros de canal semicircular muy reducidos son evidentes en los neandertales pero se expandieron en los humanos modernos, lo que sugiere que esta adaptación se seleccionó en respuesta al aumento de la resistencia al correr.
Reflejos vestibulo-oculares (VOR): los VOR están habilitados por los músculos del ojo, que detectan las aceleraciones angulares de la cabeza y ajustan los movimientos oculares para estabilizar estas imágenes. Esta fue una adaptación importante para correr porque le permitió al Homo ver más claramente durante el movimiento que ocurre durante la carrera.
Glúteos: el glúteo máximo en el Homo erectus es significativamente más grande que el Australopithecus. Es adecuado para estabilizar el tronco mientras corre, pero no se necesitan glúteos de ese tamaño y fuerza para caminar.
Columna ilíaca: el homo tiene áreas expandidas en el sacro y la espina ilíaca posterior para una mayor inserción muscular. Estas áreas se utilizan para estabilizar el tronco y reducir el paso hacia delante del cuerpo causado por la ejecución de las zancadas.

## Eficiencia incrementada

### Termorregulación
Más información: Termorregulación.
Además de los avances en la estructura esquelética y la estabilización, las adaptaciones que llevaron a una mayor eficiencia en la disipación del calor fueron instrumentales en la evolución de la resistencia que se ejecuta en el Homo. La duración durante la cual un animal puede correr está determinada por su capacidad para liberar más calor del que se produce para evitar temperaturas letales.
La mayoría de los mamíferos, incluidos los humanos, dependen del enfriamiento por evaporación para mantener la temperatura corporal. La mayoría de los mamíferos medianos a grandes confían en el jadeo, mientras que los humanos dependen de la sudoración para disipar el calor. Las ventajas de jadear incluyen una superficie de la piel más fría, poca pérdida de sal y pérdida de calor por convección forzada en lugar de confiar en el viento u otros medios de convección. Por otro lado, la sudoración es ventajosa porque la evaporación se produce sobre un área de superficie mucho mayor (la piel) y es independiente de la respiración, por lo que es un modo de enfriamiento mucho más flexible durante una actividad intensa, como correr. Debido a que las glándulas sudoríparas humanas están bajo un nivel más alto de control neuronal que las de otras especies, permiten la excreción de más sudor por unidad de área de superficie que cualquier otra especie. La disipación de calor de los homínidos posteriores también se mejoró con la reducción del vello corporal. Al deshacerse de un abrigo de piel aislante, los humanos que corren pueden disipar mejor el calor generado por el ejercicio.
Además de la termorregulación mejorada, los homínidos han desarrollado un método mejorado de respiración consistente con las demandas de correr. Debido a su orientación, la respiración en los mamíferos cuadrúpedos se ve afectada por las tensiones esqueléticas y musculares generadas a través del movimiento de la carrera. Los huesos y los músculos de la cavidad torácica no solo son responsables de la absorción de golpes, sino que también están sujetos a una compresión y expansión continuas durante el ciclo de carrera. Debido a este movimiento, los cuadrúpedos están restringidos a una respiración por ciclo locomotor y, por lo tanto, deben coordinar su marcha y velocidad de respiración. Esta estrecha coordinación se traduce en otra restricción: una velocidad de carrera específica que es más energéticamente favorable. La orientación vertical de los homínidos bípedos, sin embargo, los libera de esta restricción de la marcha de la respiración. Debido a que sus cavidades torácicas no están directamente comprimidas o involucradas en el movimiento de la carrera, los homínidos pueden variar sus patrones de respiración con la marcha. Esta flexibilidad en la tasa de respiración en la marcha contribuye a que los homínidos tengan un rango más amplio de velocidades de carrera energéticamente favorables.

### Almacenamiento y aprovechamiento de la energía.
Durante los períodos de ejercicio prolongado, los animales dependen de una combinación de dos fuentes de combustible: el glucógeno almacenado en los músculos y el hígado, y la grasa. Debido a que el glucógeno se oxida más fácilmente que la grasa, se agota primero. Sin embargo, durante largos períodos de tiempo, las demandas de energía requieren que las reservas de grasa se utilicen como combustible. Esto es cierto para todos los mamíferos, pero los homínidos y, más tarde, los humanos modernos, tienen la ventaja de poder alterar su dieta para satisfacer estas demandas prolongadas de energía.
Además de la flexibilidad en la utilización de la energía, los homínidos han desarrollado las glándulas suprarrenales y de tiroides que les permiten utilizar la energía en carbohidratos y ácidos grasos de manera más fácil y eficiente. Estos órganos son responsables de liberar hormonas, como la epinefrina, la norepinefrina, la hormona adrenocorticotrópica (ACTH), el glucagón y la tiroxina. Las glándulas más grandes permiten una mayor producción de estas hormonas clave y, en última instancia, la utilización máxima del combustible almacenado.
En conjunto, la flexibilidad en la dieta y el uso mejorado del combustible aumentan el hallazgo mencionado anteriormente de que, a diferencia de los cuadrúpedos, los homínidos no tienen una velocidad de carrera energéticamente óptima. Para los cuadrúpedos, aumentar la velocidad de carrera significa aumentar la demanda de oxígeno y combustible. Debido a la estructura esquelética y al bipedalismo, los homínidos tienen libertad para correr energéticamente en un rango más amplio de velocidades y longitud, mientras mantienen una tasa de consumo de energía constante de aproximadamente 4.1 MJ por 15 km. Por lo tanto, su aprovechamiento de la energía es mucho mejor.

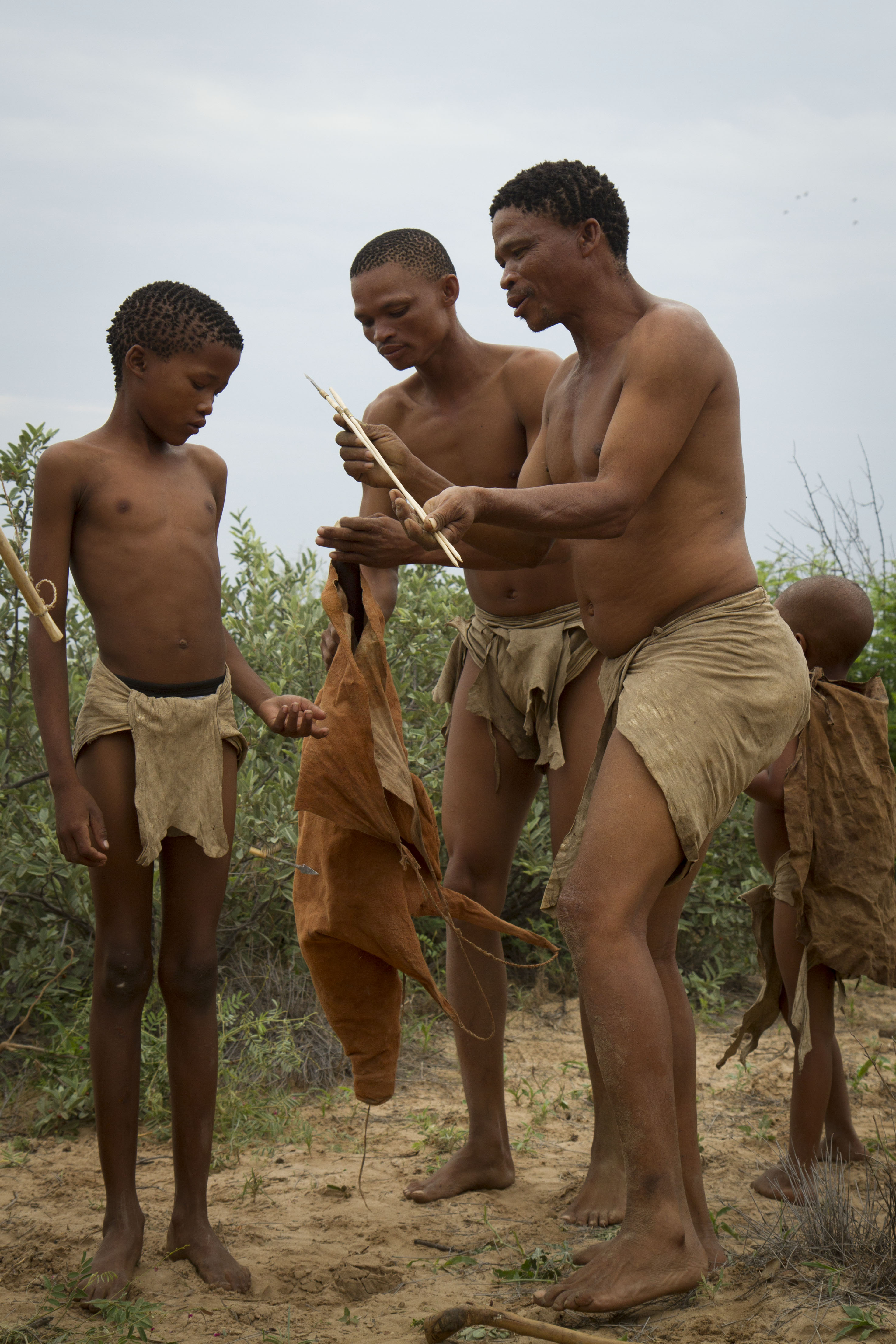
Bosquimanos - Botsuana

## Carrera de resistencia y caza de persistencia.
La caza de persistencia es "una forma de caza de persecución en la cual el cazador usa la resistencia para correr durante el calor del mediodía para conducir a las presas hacia la hipertermia y el agotamiento para que puedan ser cazadas fácilmente". Muchos cuestionan la plausibilidad de la caza persistente cuando el arco, la flecha y otras tecnologías son mucho más eficientes. Sin embargo, en la Edad de Piedra Temprana, las lanzas eran solo de madera afilada y los homininos no habían comenzado a usar herramientas. La falta de puntas de lanza o arcos significaba que solo podían cazar desde muy cerca, entre 6 y 10 metros. Los homínidos, por lo tanto, deben haber desarrollado una forma de apuñalar a la presa a corta distancia sin causarles graves daños corporales. La caza de persistencia hace que matar a un animal sea más fácil al llevarlo al agotamiento, por lo que ya no puede tomar represalias violentamente.
Los cazadores de persistencia trabajan cazando en la mitad del día, cuando hace más calor. Los cazadores eligen una única presa objetivo y la persiguen a una velocidad entre su trote y su galope, lo que es extremadamente ineficiente para el animal. El cazador continúa persiguiendo durante un período de horas, durante el cual puede perder de vista al animal. En este caso, el cazador debe usar pistas y un entendimiento del animal para continuar la persecución. La presa eventualmente se sobrecalienta y se vuelve incapaz de seguir huyendo. El Homo, que no se sobrecalienta tan rápido debido a su capacidad de termorregulación superior, puede apuñalar a la presa mientras está incapacitada y no puede atacar.

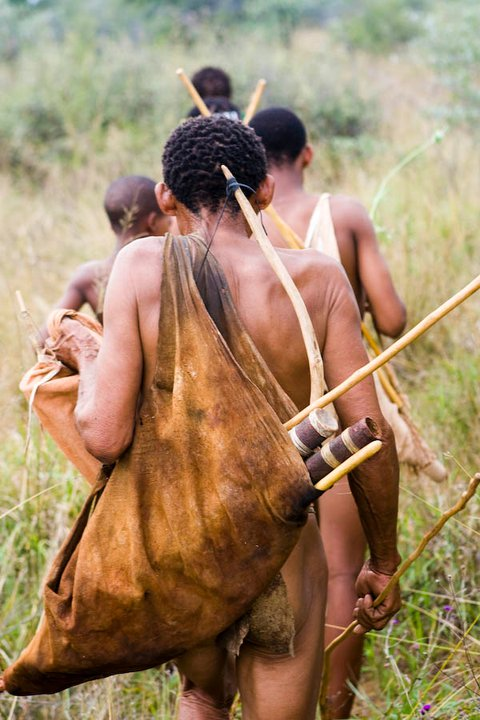
SAN - Namibia

### Rastreo
Debido a la complejidad de seguir a un animal que huye, los métodos de rastreo deben haber sido un requisito previo para el uso de la carrera de resistencia en la caza de persistencia. Los científicos afirman que los primeros métodos de rastreo se desarrollaron en terrenos abiertos y de escasa vegetación, como el desierto de Kalahari en el sur de África. Este "seguimiento sistémico" implica simplemente seguir las huellas de los animales y lo más probable es que se haya utilizado para rastrear especies de pastizales en terrenos blandos. Los restos esqueléticos sugieren que durante la Edad de Piedra Media, los homínidos utilizaron el rastreo sistémico para buscar animales de tamaño mediano en la cubierta vegetal, pero también para cazar antílopes en pastizales más abiertos. Desde la Edad de Piedra Media hasta la Edad de Piedra Posterior, los métodos de rastreo se convirtieron en lo que se denomina "rastreo especulativo". Cuando las pistas no se podían encontrar y seguir fácilmente, el Homo predijo dónde era más probable encontrar pistas e interpretaba otros signos para localizar a la presa. Este método avanzado de rastreo permitió la explotación de presas en una variedad de terrenos, haciendo que la persecución de resistencia para la caza de persistencia fuera más plausible.

### Ejemplos de cazadores de persistencia.
Aunque las fechas exactas y los métodos de caza de persistencia son difíciles de estudiar, se han registrado varios relatos recientes de la caza de persistencia. Se sabe que las tribus en el desierto de Kalahari en Botsuana emplean la resistencia para correr y cazar presas. En el campo abierto, las tribus de bosquimanos !Xo y / Gwi siguen animales de movimiento lento como los aardvark y puercoespines, mientras que durante la parte más calurosa del día, atacan animales como los eland, kudu, gemsbok, hartebeest, duiker, steenbok, guepardo, y caracal. Además de estas tribus africanas existentes, se ha sugerido que el pueblo tarahumara en México y el pueblo Paiute y el navajo en el suroeste de Estados Unidos, utilizaron la caza de la persistencia para capturar presas, incluidos los ciervos y el berrendo. Se sabe que los aborígenes de Australia han cazado canguros de manera similar. Debido a la mayor disponibilidad de armas, nutrición, dispositivos de rastreo y vehículos motorizados, se puede argumentar que la persistencia en la caza ya no es un método efectivo para cazar animales para la alimentación. Sin embargo, hay ejemplos de la práctica que se lleva a cabo en los tiempos modernos: los !Xo y  Gwi en el Kalahari central, todavía practican la caza de persistencia y han desarrollado métodos avanzados para hacerlo. De manera similar, la familia rusa Lykov que vivió aislada durante 40 años también usó la caza de persistencia debido a la falta de armas.

### Diferencias estacionales en los !Xo y Gwi
En particular, estas dos tribus maximizan la eficiencia de la caza de persistencia al atacar especies específicas durante diferentes temporadas. En la temporada de lluvias, los objetivos principales incluyen los steenbok, duiker y gemsbok, ya que la arena húmeda abre sus cascos y endurece sus articulaciones. La caza en la estación lluviosa temprana es particularmente ventajosa porque las hojas secas forman "pelotas" en los estómagos de los animales, lo que resulta en diarrea. Las articulaciones rígidas y la digestión subóptima hacen que la presa sea más débil y los objetivos más disponibles. En contraste, en la estación seca, los cazadores corren detrás de los kudu, eland y artebeest rojo porque estas especies se cansan más fácilmente en la arena suelta. Los cazadores dicen que el mejor momento para practicar la caza de persistencia es cerca del final de la estación seca cuando los animales están mal alimentados y, por lo tanto, llegan más fácilmente hasta el agotamiento. Al apuntar a las presas más vulnerables durante cada temporada, los cazadores maximizan las ventajas de la carrera de resistencia.

### Condiciones / Parámetros
1. La caza de persistencia se debe realizar durante el día, cuando hace calor, para que el animal se sobrecaliente.
2. El Homo debe poder rastrear al animal, ya que lo habría perdido de vista durante la persecución.
3. Una cacería tan larga requiere altas cantidades de fuentes dietéticas de agua, sal y glucógeno.
4. Aunque la tasa de éxito de las cacerías de persistencia registradas es muy alta (aproximadamente el 50%[2]), las cazas sin éxito son muy costosas. Por lo tanto, tendría que haber un sistema social en el que los individuos compartan alimentos, de modo que los cazadores no exitosos puedan pedir prestado alimentos a otros cuando sea necesario.

## Críticas
Si bien existe evidencia que respalda la selección en la morfología humana para mejorar la capacidad de carrera de resistencia, existe cierta controversia sobre si los beneficios ecológicos de la recolección de carroñas y la persistencia de las conductas de forrajeo fueron la fuerza impulsora detrás de este desarrollo.
La mayoría de los argumentos que se oponen a la persistencia de la caza y los comportamientos de recolección están relacionados con el hecho de que el paleohabitat y la paleoecología del Homo temprano no eran propicios para estos comportamientos. Se cree que los primeros miembros del género Homo vivían en bosques de la sabana africana. Este entorno consistía en pastizales abiertos, así como partes con vegetación densa, un intermedio entre bosques y sabanas abiertas. La presencia de tal cubierta de árboles reduciría la visibilidad y por lo tanto requeriría habilidades de rastreo. 
Se sabe que los ungulados de la evidencia arqueológica han sido la presa principal del Homo temprano, y dada su gran velocidad, fácilmente podrían haber superado a los primeros homínidos. La velocidad ungulada, junto con la visibilidad variable del bosque de sabana, significaba que la caza mediante la carrera de resistencia requería la habilidad de rastrear a las presas. Pickering y Bunn argumentan que el seguimiento es parte de un sofisticado conjunto de habilidades cognitivas que los primeros homínidos no habrían tenido, y que incluso si estuvieran siguiendo un rastro de sangre dejada por un ungulado lesionado, que podría haber estado en su capacidad cognitiva, la capacidad para fabricar proyectiles penetrantes estaba ausente en los primeros homínidos.
Se ha sugerido que los cazadores modernos en África no usan la caza de persistencia como un método de forrajeo, y la mayoría de las veces renuncian a una persecución donde el rastro que seguían termina en la vegetación. [10] Los raros grupos de cazadores que participan ocasionalmente en la caza persistente pueden hacerlo debido a los ambientes extremadamente cálidos y abiertos. En estos grupos, se requiere un día completo de descanso y recuperación después de una cacería, lo que indica la gran persistencia de las cacerías en el cuerpo, lo que las convierte en empresas poco comunes.
Finalmente, en una crítica de la investigación de Liebenberg sobre la caza de la persistencia moderna, se reveló que la mayoría de las cazas iniciadas fueron motivadas por filmar en lugar de ser espontáneas, y que pocas de estas cazas tuvieron éxito. Las cazas que tuvieron éxito involucraron factores externos, como que los cazadores pudieran llevar y rellenar botellas de agua.
Lieberman et al. han formulado una respuesta a estas críticas, señalando que no está claro cómo los humanos podrían haber crecido para ocupar un nuevo nicho como un carnívoro social diurno sin persistencia en la caza, ya que las armas preferidas en los cazadores-recolectores modernos no habrían estado disponibles en ese momento.